# Tangen/Åskollen
Tangen/Åskollen er én af de otte bydele i Drammen (Buskerud), og har 6.123 indbyggere (2002). Bydelen består hovedsagelig af bydelsområderne Tangen og Åskollen.
|  | Denne artikel kan blive bedre, hvis der indsættes geografiske koordinater Denne artikel omhandler et emne, som har en geografisk lokation. Du kan hjælpe ved at indsætte koordinater i wikidata. |